# 11/11/11
11/11/11 è un film del 2011 diretto da Keith Allan.
È l'equivalente mockbuster della The Asylum del film 11-11-11 di Darren Lynn Bousman. È anche un knockoff de Il presagio.

## Trama
Jack e Melissa Vales si spaventano sempre di più quando il loro giovane figlio, Nathan, esprime un comportamento violento e bizzarro. Quello che la coppia scoprirà ben presto è che l'11 novembre, giorno del compleanno del figlio, avrà luogo l'Apocalisse e che Nathan ne sarà il responsabile.

## Distribuzione
Il film è stato distribuito direct-to-video il 1º novembre 2011 per capitalizzare l'uscita di 11-11-11, che venne distribuito negli Stati Uniti l'11 novembre 2011.

## Citazioni cinematografiche
Oltre al già citato Il presagio, la trama del film rimanda anche ai film horror Rosemary's Baby - Nastro rosso a New York e L'esorcista.

## Sequel
Il film ha avuto due sequel solo nominali: 12/12/12 (2012) e 13/13/13 (2013).